# Tejadillo
Tejadillo es una localidad española de la provincia de Salamanca, en la Comunidad Autónoma de Castilla y León. Se halla ubicada en el municipio de Aldehuela de la Bóveda. 

## Geografía
La población se sitúa a 4,5 kilómetros al sur de la localidad de Aldehuela de la Bóveda, capital del municipio. Está asentada junto al arroyo de Maniel, subafluente del río Huebra, en su margen izquierda, a una altura sobre el nivel del mar de 795 metros. 

## Demografía
En 2022 contaba con una población de 17 habitantes, de los cuales 6 eran hombres y 11 mujeres.
| Gráfica de evolución demográfica de Tejadillo entre 2001 y 2022                          |
|                                                                                          |
| Fuente: Instituto Nacional de Estadística de España - Elaboración gráfica por Wikipedia. |

## Economía
La única actividad económica que se desarrolla en la localidad es la Agroganadera. 